# Florent (prénom)
Pour les articles homonymes, voir Florent, Saint Florent et Saint-Florent.
Florent [floʁɑ̃] est un prénom français masculin issu du surnom romain masculin Flōrens. Cette origine latine a permis la diffusion de nombreuses variantes et formes féminines dans la plupart des langues européennes. L'orthographe française et sa prononciation présentant des spécificités, sa popularité dépend essentiellement de sa fréquence d'utilisation dans la francophonie.

## Sens et origine du prénom
Florent vient du latin florens (florens, florentis, radical florent-) signifiant « en fleur » ; c’est le participe présent du verbe floreo, florere signifiant « fleurir, être en fleur ».
Selon le dictionnaire Gaffiot de 1934, Flōrens, avec une majuscule, et Flōrentius sont des « nom[s] d'homme ». flōrens, sans majuscule, est le participe adjectif (participe présent) du verbe flōreo. flōreo signifie soit « fleurir, être en fleur » (au sens propre comme au figuré), soit « être fleuri de, être garni de, avoir des couleurs brillantes ». flōrens signifie donc « fleurissant, en fleur, brillant, éclatant, étincelant » au sens propre, et « florissant, heureux » au sens figuré.
Déjà en latin, Florens était utilisé dans l’onomastique comme cognomen (surnom romain), tout comme sa variante Florentius. Tertullien se nommait par exemple Quintus Septimius Florens Tertullianus, parfois Quinti Septimii Florentis Tertulliani, et ses « Traités touchant les habits et accoutrements des femmes chrétiennes » ont été publiés en français en 1580 sous le nom de Florent Tertullian.

## Prononciation
Le prénom Florent, prononcé en français [floʁɑ̃], peut présenter des difficultés aux non-francophones. En effet, il se termine par une consonne fricative uvulaire voisée, inconnue notamment des anglophones, suivi d'une voyelle ouverte postérieure non arrondie nasalisée, or la nasalisation n'est pas universelle.

## Variantes linguistiques
- allemand : Florens, Florenz
- anglais : Florence
- basque : Polentzi
- breton : Flouran[3]
- catalan : Florenci
- corse : Fiurenzu
- espagnol : Florencio
- islandais : Flórent
- italien : Fiorenzo
- latin : Florens, Florentius, Flōrens
- leet : |=1023^/T
- letton : Florencijs
- lituanien : Florencijus
- occitan : Florenç
- néerlandais : Floris
- poitevin : Fllerant
- polonais : Florencjusz, Florenty
- portugais : Florêncio
- tahitien : Fororino, Forōrino
- tchèque : Florencius

### Formes féminines
- français : Florence
- poitevin : Fllerance

### Formes dérivées
- français : Florian, Florentin, Floran
- poitevin : Fllerantin

## Florent comme nom de personne ou prénom
Pour les articles sur les personnes portant ce prénom, consulter la liste générée automatiquement.